# Warwick Avenue
«Warwick Avenue» es el tercer sencillo del álbum Rockferry de la cantante Duffy. Fue confirmado como sencillo por la intérprete en una entrevista, el día 28 de febrero de 2008. Fue lanzado en mayo de 2008, aunque entró en algunos rankings desde marzo del mismo año.

## Video
El video parte la estación Warwick Avenue Station del Subterráneo de Londres. Luego, se ve a Duffy, en un taxi, llorando mientras canta el sencillo.

## Canciones
CD sencillo para Reino Unido
| Pistas | Nombre                  |
| ------ | ----------------------- |
| 1      | "Warwick Avenue"        |
| 2      | "Put It In Perspective" |
| 3      | Jools Later             |

CD Vinilo 7'' para Gran Bretaña
| Pistas | Nombre           |
| ------ | ---------------- |
| 1      | "Warwick Avenue" |
| 2      | "Loving You"     |

## Conteos
| Conteo (2008)                       | Posición |
| ----------------------------------- | -------- |
| Conteo de Sencillos de Gran Bretaña | 3        |

- Datos: Q1975516